# Carl von Holzinger
Carl von Holzinger, též Karl Holzinger von Weidlich (24. července 1849 Veltrusy – 17. září 1935 Praha), byl rakouský klasický filolog a vysokoškolský pedagog německé národnosti z Čech; rektor Německé univerzity v Praze a poslanec Českého zemského sněmu.

## Biografie
Byl synem filologa Carla Holzingera (1810–1886), který působil jako ředitel gymnázia v Gorici a později jako zemský školní inspektor ve Štýrsku. Carl studoval na gymnáziu v Gorici. V letech 1867–1869 pak studoval klasickou filologii na Vídeňské univerzitě a pak na Univerzitě ve Štýrském Hradci, kde v roce 1871 složil učitelské zkoušky v oboru latina a řečtina. Působil potom jako suplent na Theresianu ve Vídni. Od roku 1872 tam byl řádným učitelem, od roku 1875 profesorem. V roce 1879 získal titul doktora filozofie. Od roku 1883 působil jako mimořádný a od roku 1887 coby řádný profesor na Německé univerzitě v Praze. V roce 1895 byl děkanem a v roce 1899–1900 zastával post rektora této vysoké školy. Od roku 1910 vedl zkušební komisi pro učitele na středních školách. V roce 1921 odešel na penzi. Podnikl řadu studijních cest do Středomoří. Zabýval se antickou komedií.
Z titulu funkce rektora se v 90. letech zapojil i do vysoké politiky. V letech 1899–1900 zasedal coby virilista na Českém zemském sněmu.
Zemřel v září 1935.